# Павлинов, Игорь Яковлевич
Павлинов Игорь Яковлевич (род. 26 марта 1950) — российский зоолог (териолог, систематик), доктор биологических наук; сотрудник Зоологического музея МГУ . Главные научные интересы — теоретические основы и методология биологической систематики в целом и филогенетики в частности; изменчивость и морфометрия мелких млекопитающих, систематика и фаунистика млекопитающих; история науки (в первую очередь история биологической систематики). Автор около 200 научных и научно-популярных публикаций, в том числе около 20 книг.

## Биография
Родился в 26 марта 1950 года в Москве.
С 1967 года работает в Зоологическом музее Московского государственного университета. Сначала в должности рабочего, затем лаборанта. В 1969-1971 годах служил в армии. Вернувшись на работу, в 1970-х года был комсоргом, а в 1980-х — начале 1990-х — парторгом Зоологического музея. Защитившись, перешёл на должность младшего научного сотрудника. В 2009 году ведущий научный сотрудник, заведующий сектором териологии. 
В 1976 году закончил Московский государственный заочный педагогический институт (МГЗПИ, сейчас — Московский государственный гуманитарный университет имени М. А. Шолохова, МГГУ). 
В 1982 году защитил кандидатскую диссертацию «Филогения и систематика песчанок (Gerbillidae) мировой фауны», в 1997 году — докторскую диссертацию «Кладистический анализ в филогенетических и таксономических исследованиях: теоретические основания эволюционной кладистики». Преподаватель курса «Основы биологической систематики» на биофаке МГУ.
Одним из наиболее значительных трудов Павлинова стала его совместная с Г. Ю. Любарским работа «Биологическая систематика: Эволюция идей» (2011). Книга представляет собой энциклопедический обзор эволюции идей, понятий и суждений в области биологической систематики (то есть «компендий» — относительно краткое, но, одновременно, достаточно полное изложение вопроса). Различные аспекты биологической систематики рассматриваются в историческом контексте, с учётом их философского осмысления. В книге также поднимается вопрос, чем является сама биологическая систематика — наукой или методологией.

## Занимаемые должности, членство
До 2017 года занимал должность ведущего научного сотрудника Зоологического музея Московского государственного университета; до 2009 года заведовал сектором териологии, был куратором типовой коллекции, коллекций мышевидных грызунов и шкур крупных млекопитающих в Зоологическом музее МГУ. В настоящее время - куратор коллекционной документации сектора Териологии. 
Член Центрального совета Российского териологического общества РАН, член редколлегий «Журнала общей биологии» и «Русского териологического журнала». Председатель программного комитета конференции «Юбилейные научные чтения Зоологического музея МГУ» (2016).